# Plélan-le-Grand
Plélan-le-Grand (tiếng Breton: Plelann-Veur) là một xã của tỉnh Ille-et-Vilaine, thuộc vùng Bretagne, miền tây bắc nước Pháp.

## Dân số
Người dân ở Plélan-le-Grand được gọi là Plélanais.
| 1962                                            | 1968 | 1975 | 1982 | 1990 | 1999 | 2005 |
| ----------------------------------------------- | ---- | ---- | ---- | ---- | ---- | ---- |
| 2271                                            | 2336 | 2284 | 2349 | 2566 | 2940 | 3485 |
| Starting in 1962: Population without duplicates |      |      |      |      |      |      |